# Akatsuki

Organizația Akatsuki din capitolul 327 al revistei Naruto

Akatsuki 暁 (Zori de Zi sau Zorii Dimineții 夜明けまたは夜明け) este o organizație criminală, în seria manga Naruto ナルト, compusă din ninja de nivel înalt care și-au trădat satele de origine. Grupul primește puțină atenție în prima parte a seriei, dar devin principalii trădători în cea de-a doua parte. Membrii Akatsuki sunt caracterizați prin pelerinele lor lungi, închise cu norișori roșii și cu un contur alb. Fiecare posedă un inel unic, care se pare că simbolizează abilitatea unica a fiecaruia din organizație. Membrii sunt împărțiți în cate 2 parteneri, fiecare echipă rămânând împreună pe parcursul misiunii. În ciuda acestui parteneriat, membrii par să fie suparati unul pe altul complotând doar cât este necesar să-și îndeplinească misiunea, arătând și puțină compasiune când partenerul moare.
Mulți membrii Akatsuki mor iar Orochimaru părăsește organizația înaintea începerii seriei, luându-și inelul cu el, astfel, Akatsuki nedepășind nouă membrii în viață.
Akatsuki a fost fondată inițial de Yahiko în timpul celui De-al 3-lea Război Mondial Ninja alături de prietenii săi Nagato și Konan, cu scopul de a aduce pacea în lume, dar mai ales în Satul Ascuns de ploaie. Mai târziu Akatsuki a început să ia parte în asasinări și spionaj, iar scopul lor ajunge să fie dominarea globală. Pentru a-și înfăptui acest scop, Akatsuki caută, pe parcursul seriei, cele 9 Bestii cu cozi. Fiecare membru trebuie să captureze un monstru specific sau gazda lui, după aceea Akatsuki extrage chakra bestiei și o înmagazinează pentru marele lor plan. Cum unul dintre membrii Akatsuki,Nagato, explică, după ce cele nouă bestii vor fi capturate, Akatsuki vor fi în stare să folosească puterea lor pentru a începe războaie mondiale după plăcerea lor. Cu guvernele țărilor neputând să le oprească, ele vor apela la Akatsuki să îi ajute, demonstrându-le neputința și obținând controlul complet, însă unul dintre membrii Akatsuki, Tobi, dezvăluie adevăratul lor plan, de a pune un Genjutsu deasupra lumii numit Tsukuyomi Infinit, iar cu acest Genjutsu vor controla omenirea. Madara Uchiha a capturat în cel De-al 4-lea Război Mondial Ninja, toate cele 9 besti cu cozi, introducându-le în cea de-a 10-a bestie cu cozi, astfel reușind să pună Tsukuyomi Infinit deasupra lumii. În timp ce se lupta cu Naruto și Sasuke, Madara a fost străpuns, pe la spate, de către mâna lui Black Zetsu. În acest fel, Kaguya a putut renaște din Madara, dar a fost sigilată de către Naruto și Sasuke astfel reușind să-i salveze pe toți din Tsukuyomi-ul Infinit. 

## Membri în viață

### Orochimaru

#### Acesta nu mai face parte din Grupul Akatsuki
Orochimaru, un ninja de elită, de nivel Kage, din serialul animat Naruto. Goticul băiat este unul dintre saninii lui Hanzo. În copilăria sa, a fost studentul celui de al 3-lea Hokage, a trecut cu bine, dar i-a apărut o nouă ambiție de a învăța toate jutsu-rile. Spre sfârșitul adolescenței, ajungând destul de puternic devine junnin de nivel inalt 
Devenind Otokage, atrage câțiva ninja din Satul Ascuns între Frunze și din alte sate(Kimimaro,Tayuya, Kabuto etc.) și creează Satul Ascuns în Sunet. Atacă Satul Ascuns între Frunze cu armate de ninja și dă o bătălie importantă cu Hokage, la nivel Kage. Îl omoară pe Al 3-lea Hokage, dovedindu-se mai puternic, dar rămâne fără mâini, fiindu-i imposibilă utilizarea unui jutsu. Astfel se termină atacul asupra Satului Ascuns între Frunze. Apoi Orochimaru ia corpul unui adept cu ajutorul Tehnicii Renașterii și își recapătă brațele. Sasuke se alătură lui și nu se mai aude nimic despre el. Însă în partea a II-a Sasuke devine foarte puternic și îl omoară pe Orochimaru copiindu-i Tehnica Renașterii. Apoi în lupta dintre Sasuke si Itachi, Orochimaru reușește să iasă din Sasuke, prin Semnul Blestemat, si este închis de Itachi prin Susanoo, într-o dimensiune paralelă din jutsul lui Susanoo.
Mai târziu Sasuke lund o bucată din Kabuto și unind cu semnul blestemat a lui Anko, reușește al aduce pe Orochimaru înapoi în prezent(el stând în tot acest timp în Kabuto și privind tot ce se întâmplă de acolo), apoi intră în Al Patrulea Mare Război Ninja, împotriva lui Madara și Obito.

### Zetsu
Zetsu este un membru Akatsuki și printre puținii care știau de identitatea secretă a lui Tobi.
Un personaj foarte misterios despre care se știu puține lucruri.
Rolul său principal de moment e să fie spion și să urmărească orice luptă dintre membrii Akatsuki sau persoane importante pentru grup. El are puterea de a înregistra aceste lupte, însă modul în care le redă este necunoscut. Mai nou, a început să-și arate din abilități, arătând ca este un membru foarte puternic. Abilitățile sale constau în suplimentarea cu chackra; chackra pe care o poate fura de la diferiți indivizi, lipind pe ei „Sporii Zetsu”, crearea de clone identice până la nivelele de chakra ale individului, puterea de a se contopi cu plante, pomi, pământ. Dar cea mai puternică tehnică a sa este crearea de clone foarte puternice, dând suficientă chakra el poate crea un număr infinit de clone. Numărul clonelor sale este de 100.000, care lucrează ca armată secretă a lui Madara. După ce Kabuto a experimentat pe Yamato, cele 100.000 de clone și-au schimbat înfățișarea, devenind mai puternice. Deși, aparent, nu este un luptător foarte bun, e destul de încrezător în puterile sale, cerându-i voie lui Madara să-l captureze pe Naruto, chiar dacă știa că Pain nu a putut. Poate încă are abilități pe care nu și le-a arătat.
Se supune direct lui Tobi, deși uneori a jucat rolul supusului și cu Pain(încă nu se înțeleg relațiile dintre aceștia trei: Pain, Tobi și Zetsu). 
El are un aspect foarte straniu, e înfășurat în două frunze mari, și are corpul împărțit în două părți diferite între ele, una albă și alta neagră, și se pare că fiecare parte are o personalitate proprie. Arată ca o combinație între un om si o plantă carnivoră. Una din părțile sale este canibală, mâncând cadavrele membrilor Akatsuki morți, sau una care lucrează pentru organizație.
Este unicul membru Akatsuki care nu are o pereche.
Cele două părți se pot despărți și lucra ca individual. Partea albă este mai lipsită de griji, cu o atitutine copilărească, în timp ce partea neagra este mai serioasă.E ca un fel de ying si yang. În ciuda atitudinilor diferite, cele două părți sunt la uniune perfectă. Se pare că pot vorbi telepatic, fără să țină cont de distanța dintre ele.
Partea cea neagră are personalitatea lui Madara, acesta creând o clonă Zetsu cu personalitatea lui înainte de a muri, în schimb partea albă este Zetsu cel original.
Zetsu cel original este mort, omorât de Sasuke Uchiha după operația suferită la ochi.

### Kabuto Yakushi
Kabuto a fost ucenicul lui Orochimaru. 
După ce Orochimaru a fost omorât de Sasuke, Kabuto a luat toate puterile lui Orochimaru și a intrat în Akatsuki. Având jutsul de înviere, acesta îl învie pe Madara Uchiha și îl ajută pe Tobi(Obito) în război.
Însă este oprit de către Sasuke și Itachi punându-i capăt Tehnici Lumi Impure și aducândul într-o stare de hibernare. Kabuto reuseste sa iasa din Izanami,o tehnica interzisa a clanului Uchiha care consta in o iluzie infinita ,care poate fi oprita de victima doar prin realizarea greselilor sale si schimbarea de sine,dar utilizatorul acesteia va ramane fara vedere pe ochiul cu care a folosit tehnica.Acesta se duce si il reinvie pe Sasuke in Al 4-lea mare razboi ninja,ca mai apoi sa ajunga la orfelinat,unde are grija de toti copiii nevoiasi,fara familie.

### Echipa Vulturul

#### Această echipă nu mai face parte din Grupul Akatsuki
- Sasuke Uchiha
- Suigetsu Hozuki
- Karin Uzumaki
- Juugo

După ce Uchiha Madara a dezvăluit evenimente reale din spatele acțiunilor lui Itachi, Sasuke a ales să distrugă Konoha. După cele spuse de Tobi, el a schimbat numele de echipa din „Snake” în "Hawk". Grupul format și-a propus capturarea Jinchuuriki-ului cu 8 Cozi pentru Madara. Grupul s-a infiltrat apoi în reședința celor cinci Kage pentru a-l omorâ pe Danzo. Sasuke i-a abandonat în cele din urmă pe ceilalți pentru a se răzbuna. În timpul luptei cu Danzo, Sasuke o sacrifică pe Karin pentru a se apăra de Danzo. Karin a fost grav rănită, iar în cele din urmă capturată de Konoha. Aceasta și-a exprimat dorința de a rupe legăturile ei cu Akatsuki.
Mai târziu Sasuke și ceilalți membri din Echipa Vulturul părăsesc Grupul Akatsuki și se alătură în Al Patrulea Mare Război Ninja, împotriva lui Madara Uchiha și Obito Uchiha.

## Membri morți

### Deidara
Itachi este un membru al clanului Uchiha. De asemenea, el este fratele mai mare al lui Sasuke căruia îi poartă de grijă și pe care îl iubește mai presus de ceilalți membri ai clanului. Ne dăm seama de acest lucru din episodul „Cel mai lung moment” al seriei Naruto Shippuden. Acolo este prezentat antrenamentul lui Itachi la care asistă și Sasuke. Sasuke încearcă și el să facă ce face fratele său însă se lovește la glezna și Itachi este nevoit sa îl ducă în spate până acasă. Ajuns acasă, Itachi are o discuție mai pe seară cu tatăl său(la acea vreme clanul Uchiha făcea planuri în privința uciderii Kageului și preluarea conducerii Satului Frunzei). Itachi refuză să vină la întâlnirea clanului spunând ca mâine va fi prima zi de Academie Ninja a lui Sasuke, o zi de care până și mama lui Sasuke uitase. La scurt timp, Itachi intră in organizația ANBU Negru, conducătorul fiind Danzo, un bătrân ce a concurat pentru titlul de Al 3-lea Hokage. Prin anumite surse, ANBU află de complotul clanului Uchiha împotriva satului și îl pun pe Itachi să își omoare propriul clan. Cu greu, Itachi acceptă, fiind un iubitor de pace(Itachi știa că destramarea clanului Uchiha poate să ducă la un nou război între ninja). Singurul pe care Itachi nu a putut să-l omoare este fratele său mai mic, Sasuke. Itachi i-a spus lui Sasuke să il rascoleasca si să își dorească să îl omoare. Itachi, împreună cu cel mai bun prieten al său, Shisui, erau cei mai talentați membri ai clanului Uchiha. Datorită talentelor sale, Itachi a absolvit Academia la 7 ani, și-a activat Sharinganul la 8 ani, iar la 10 ani era deja Chunin. Itachi folosește foarte bine Genjutsu și are o condiție fizică foarte bună. Datorită faptului că și-a omorât cel mai bun prieten, pe Shisui(nu e adevărat în totalitate, el s-a sinucis pentru ai da ochiul, lăsând pe toți să creadă că la omorât Itachi), Itachi și-a activat Mangekyou Sharingan(Ochiul Caleidoscop Copiator). Acesta îi dă lui Itachi 3 abilități. Folosind ochiul drept, Itachi activează Amaterasu, un Ninjutsu cu aspect de flacără neagră care nu se stinge până ce nu își omoară ținta. Cu ochiul stâng, Itachi folosește un Genjutsu foarte puternic numit Tsukuyomi. Acest Genjutsu este, de fapt, ca o lume controlată de Itachi care poate face ca 3 secunde în lumea noastră să dureze mult mai mult în acea lume. Folosind ambii ochi, Itachi îl trezește pe Susanoo, o creatură de chakra de culoare roșie(culoarea diferă de la persoană la persoană, spre exemplu Susanoo al lui Sasuke este mov). Acesta sfârșește într-o luptă cu Sasuke, lăsându-l învingător prin dorința lui Sasuke de-a se răzbuna. Itachi Uchiha a fost înviat, mai târziu, împreună cu alți membri Akatsuki omorâți de către Kabuto folosind jutsul Summoning: Impure World Resurrection(Tehnica Învieri Lumi Impure), În Al 4-lea Mare Război Ninja. Războiul fiind între Forțele Aliate Shinobi și clanul Akatsuki. La început Itachi a fost forțat să lupte de partea clanului Akatsuki dar el nu a vrut. A scăpat de controlul Jutsului lui Kabuto și s-a aliat cu Sasuke pentru a-l distruge pe Kabuto(care era de partea lui Tobi). Reușește să-l învingă pe Kabuto și își dă viața să oprească Edo Tensei(Tehnica Învieri Lumi Impure).

### Kisame Hoshikagi
Kisame a apărut prima dată cu Itachi iar el era printre primii membri Akatsuki care apar în Naruto. Kisame este unul dintre cei 7 Spadasini ai Ceții. Acesta si-a ucis toti camarazi din Satul Cetii stiind ca acestia nu vor putea rezista tehnicilor de interogatie ale lui Ibiki Morino.Dupa ce isi da seama ca a fost tradat de Fuguki,il ucide si obtine una din sabiile celor 7 spadasini ai cetii (Samehada).
El este și cunoscut ca Bestia Fără Coadă, el fiind capabil să deslușească rapid tehnicile inamicului și să contraatace foarte bine. El este foarte bun prieten cu Itachi Uchiha cu care face echipă. După ce Itachi a murit, Kisame nu a mai fost așa de activ. După moartea lui a apărut doar încă o dată când a fost „omorât” de 8 cozi. De fapt el nu a fost omorât, a trimis doar sabia lui ca pe un spion crezând tot satul că este un suvenir. În cele din urmă, acesta s-a sinucis pentru a nu da detalii despre organizația Akatsuki.

### Kabuto Yakushi
Kabuto a fost ucenicul lui Orochimaru. 
După ce Orochimaru a fost omorât de Sasuke, Kabuto a luat toate puterile lui Orochimaru și a intrat în Akatsuki. Având jutsul de înviere, acesta îl învie pe Madara Uchiha și îl ajut

### Hidan
Hidan este un personaj din seria animată Naruto. Este un fost membru al Satului Ascuns în Abur și este un membru Akatsuki și coleg de echipă cu Kakuzu. Când Satul Ascuns în Abur a decăzut de la un sat Shinobi la un sat turistic, Hidan, nefind de acord, și-a măcelărit vechii aliați și a plecat din sat. El este nemuritor și un membru al cultului întunecat „Jashin” care venerează zeul cu același nume. Fiind nemuritor este neatent în lupte, chiar dacă stilul său de luptă este foarte simplu și eficient. În luptele sale el demonstrează abilități fizice extrem de bune, luptându-se cu Asuma și Shikamaru în același timp. El este foarte încrezător, uneori spunând lucruri importante despre tehnicile sale în luptă, ori din neatenție, ori din cauza abilităților sale, necrezând că poate fi înfrânt. Hidan este răspunzător pentru moartea Înaltului Călugăr Chiriku și pentru capturarea lui Yugito Nii, jinchuuriki-ul Pisici cu Două Cozi. În urma unei confruntări, Hidan reușește să îl omoare pe Asuma, apoi dorește să ucidă și pe restul echipei sale, însă este forțat de Liderul Pain să se retragă. În cele din urmă este înfrânt și dezmembrat de Shikamaru, care îi lasă rămășițele într-o groapă, din pădurea sfântă a Clanului Nara. Statusul său rămâne un mister, fiind nemuritor, rămânând viu dar incapacitat. Akatsuki nu îl mai consideră un membru și a renunțat la orice plan de a-l salva.

### Sasori
Sasori este un păpușar din Satul Nisipului, fiind instruit de bunica lui Chiyo, în această artă a păpușarilor. El a devenit maestru în marionete și avea o îndemânare atât de mare încât putea să controleze păpușile făcute de el. Și-a menținut aspectul de copil adolescent, corpul lui fiind o marionetă făcută chiar de el. Sasori era indestructibil, având posibilitatea de a se lupta pe perioade lungi, fără să aibă parte de obstacolele precum oboseală, sângerare, răni, dureri, insuficiență musculară. Avea însă și o parte vie și anume nucleul, cu care putea abandona corpul lui de marionetă și putea să își transfere nucleul în alte marionete, adică să își schimbe corpul.
El a fost omorât de Sakura și bunica lui, Chiyo, inelul său revenindu-i lui Tobi. În Al Patrulea Mare Război Ninja este înviat și el de către Kabuto, folosind jutsu-ul de înviere a morților. El pleacă pe front alături de alți membri Akatsuki înviați, la ordinele lui Tobi.
Însă pentru a nu mai creea nedreptate se lasă mort, recunoscându-și greșelile din trecut.

### Kakuzu
Kakuzu este un personaj din seria animată Naruto. El este un membru al organizației Akatsuki și este partenerul lui Hidan. Kakuzu este aproape nemuritor datorită tehnicii lui unice, care îi permite să aibă cinci inimi deodată și capacitatea de a le schimba. Astfel, luând inimile oamnenilor tineri, el poate trăi pe o perioadă nedeterminată. Kakuzu este un vânător de recompense, fapt ce-l enervează la culme pe Hidan, care crede că viața nu poate fi măsurată în bani. Echipa „Zombie Combo”, cum sunt numiți de ceilalți membri, atacă templul unde se afla călugărul Chiriku, fost coleg a lui Asuma. După ce Hidan și Kakuzu devastează templul, lăsând doar trei supraviețuitori în urmă, Kakuzu duce trupul lui Chiriku la un punct de schimb, unde primește bani pe el. După ce Hidan îl omoară pe Asuma, cei doi se retrag din luptă la ordinele Liderului Nagato. În ultima confruntare, Kakuzu se lupa cu Kakashi, distrugându-i treptat inimile. La final, Naruto îi distruge ultimele inimi, cu Kakashi care îl ucide pe Kakuzu. Trupul său este apoi dus în Konoha pentru autopsie și pentru a-i afla secretele. În Al Patrulea Război Ninja Mondial, Kakuzu este invocat de către Kabuto, prin tehnica învierii morților. După ce își primește ordinele, Kakuzu pleacă spre câmpul de luptă alături de Itachi și Pain.
În timpul războiului, Kakuzu este înfrânt.

### Deidara
Deidara a fost unul dintre cei mai tineri membri ai organizatiei Akatsuki. Primul lui partener a fost Sasori, dar, după ce a murit, l-a avut ca partener pe Tobi. Deidara era cel mai priceput sculptor în argilă(pe aceasta bazându-se și jutsu-urile sale). Deidara s-a sinucis deoarece s-a enervat in lupta contra lui Sasuke. Prin sinuciderea sa, a cauzat o explozie prin care credea că îl va ucide pe Sasuke dar nu l-a ucis. În Al Patrulea Mare Război Ninja, este înviat de către Kabuto, pentru a lupta în război. Însă moare mai târziu când Tehnica Învieri Lumi Impure este oprită de către Itachi.

### Konan
Konan era singura fata din organizatiei Akatsuki. Partenerul ei fiind Pain(Nagato), era singurul membru din Akatsuki care îi spunea lui Pain pe numele său adevărat. Când Konan a fost mică, familia ei a fost ucisă în timpul celui de-al doilea război Shinobi, ea fiind lăsată să se descurce singură. Nu peste mult timp a fost găsită de către Yahiko iar cei doi au lucrat împreună pentru a supraviețui. Când a mers la plimbare, a găsit un tânăr pe moarte, numit Nagato. Ea l-a salvat și l-a dus în ascunzătoarea ei, unde stătea cu Yahiko. Mai târziu a fost antrenată de către Jiraiya, având un talent uimitor pentru Origami. După antrenament a fost capabilă să facă aproape orice arme folosind doar hârtie și chakra. Ea a fost ucisă de către Tobi, corpul ei fiind lăsat sa plutească pe apă.

### Pain/Yahiko(Nagato Uzumaki)
Pain este Liderul Akatsuki. Numit Lider de toți membrii înafară de Konan, Pain controlează mișcările tuturor membrilor, însă avea o colaborare secretă cu Madara Uchiha. Numele său real era Nagato Uzumaki și era un descendent al clanului Uzumaki. El poseda legendarul Rinnegan, o putere oculară ce ia naștere din Eternal Mangekyou Sharingan, dar numai dacă posesorul are și celulele unui Senju. Nagato a primit Rinneganul de la Madara Uchiha atunci când era foarte mic pentru a nu-și da seama. Fiind pe moarte, Madara spera ca într-o zi Nagato o să îl aducă la viață cu Rinne Tensei, dar lucrurile nu au stat chiar așa, Nagato folosind tehnica pentru ai aduce la viață pe toți shinobi din Konoha pe care ia omorât. Rinneganul a fost prima dată purtat de cel care a creat ninjutsu-ul, creatorul lumii ninja. Nagato provenea din Satul Ascuns în Ploaie, unde a trăit alături de prietenii săi Yahiko și Konan o bună vreme din viața lui. El, Yahiko și Konan i-au fost o vreme ucenici lui Jiraiya, dar după ce acesta a constatat că cei trei au puterea necesară să supraviețuiască fără ajutorul său, pleacă înapoi în satul său. După câțiva ani, Yahiko a fondat Akatsuki, un grup de shinobi care doreau pace în satul lor, care era câmpul de luptă al celor Cinci Mari Națiuni Shinobi. După ce Hanzo, liderul Satului Ascuns în Ploaie observă grupul, îi cheamă pentru a-și uni forțele, dar acesta avea o colaborare secretă cu Danzo din Satul Ascuns între Frunze și doreau să-i elimine pe Akatsuki. După ce Yahiko se înjunghie, la comanda lui Hanzo, ca să nu o ucidă pe Konan care îi era ostatică, într-un kunai pe care Nagato îl ținea în mână, Nagato își folosește Rinneganul la potențialul maxim, chemând Statuia Demonică „Gedo Mazo” și exterminând forțele inamice, dar trupul său ramâne marcat pe viață. Apoi dezvoltă o tehnică care îi permitea să controleze șase trupuri diferite, fiecare cu o varietate de puteri diferite. Pentru aceste trupuri diferite el folosea aliasul „Pain” pentru a le păstra ca entități diferite de el. Puterile lui Nagato erau formidabile, fiind cel mai puternic din Akatsuki. El capturează Demonul cu șase cozi fără pic de efort și ucigându-l pe Jiraiya cu ușurință după ce și-a dezvăluit cele șase trupuri. El anihilează Satul Ascuns între Frunze, ucigându-i pe majoritatea ocupanților, incluzând shinobi de elită, gen Kakashi. Apoi cu un jutsu foarte puternic al trupului „Tendo” sau „Deva” el distruge tot Satul, reducându-l doar la o grămadă de moloz. După ce se luptă cu Naruto și își pierde cele șase trupuri, Naruto poartă o discuție cu Nagato. Nagato își prezintă motivele pentru care a creat Akatsuki și că scopul final este Pacea Mondială. După discuție, vorbele lui Naruto îl impresionează și decide să-i încredințeze viitorul lui, astfel folosind „Samsara of Heavenly Life Technique” el îi aduce la viață pe toți cei care au pierit în urma atacului său. Apoi acesta moare în urma folosirii excesive de chakra. Tobi îi fură corpul ulterior și își implantează un Rinnegan în locul Sharinganului stâng.
Sufletul lui Nagato este invocat de Kabuto în Al Patrulea Mare Război Ninja. După ce își primește ordinele acesta, alături de Itachi și Kakuzu pleacă spre front. Kakuzu îl cară pe Pain în spate din cauza inabilității acestuia de a merge. Mai târziu este înfrând de către Naruto, Killer Bee și Itachi, Nagato se lasă înfrând din dorința lui de pace, dândule adversarilor planuri dea-l înfrânge.(Totul nu este așa cum pare...Yahiko este Pain, iar Nagato este fostul său coleg ca și Konan).

## Echipele Akatsuki:
În Akatsuki, misiunile se rezolvă în echipe de câte doi ninja.
| Nume echipă:                                                            |
| ----------------------------------------------------------------------- |
| Kakuzu & Hidan                                                          |
| Pain & Konan                                                            |
| Orochimaru & Sasori                                                     |
| Sasori & Deidara                                                        |
| Deidara & Tobi                                                          |
| Itachi Uchiha & Kisame Hoshikagi                                        |
| Zetsu                                                                   |
| Tobi & Kabuto Yakushi                                                   |
| Echipa Vulturul - Sasuke Uchiha, Suigetsu Hozuki, Karin Uzumaki & Juugo |

## Semnificațiile celor 10 inele:
1 - Rei
Semnifică: Zero
Purtat de: Pain
2 - Sei
Semnifică: Albastru/Verde
Purtat de: Deidara
3 - Haku
Semnifică: Alb
Purtat de: Konan
4 - Shu
Semnifică: Roșu
Purtat de: Itachi Uchiha
5 - Kai
Semnifică: Porc mistreț
Purtat de: Zetsu
6 - Kuu
Semnifică: Cer
Purtat de: Orochimaru
7 - Nan
Semnifică: Sud
Purtat de: Kisame Hoshigaki
8 - Kita
Semnifică: Nord
Purtat de: Kakuzu
9 - San
Semnifică: Trei
Purtat de: Hidan
10 - Gyoku
Semnifică: Regele Negru în Shogi
Purtat de: Sasori(care moare, inelul revenindu-i lui Tobi)